# George Harrison (Schwimmer)
George Prifold Harrison (* 9. April 1939 in Berkeley; † 3. Oktober 2011) war ein US-amerikanischer Schwimmer.

## Leben
Harrison wurde als Sohn des Robert D. Harrison und der Caroline Harrison geboren. Er hatte einen Bruder. Nach dem Besuch der Acalanes High School studierte er an der Stanford University. Dort schloss er sein Studium 1965 ab. Später war er, spezialisiert auf Investment and Industrial Brokerage, in leitender Funktion in Pleasanton bei Lee & Associates tätig. Mehr als ein halbes Jahrhundert war er mit seiner Frau Susan verheiratet, hatte die drei Kinder Karen, Kristen und Michael und war zweifacher Großvater.

## Sport
Harrison gewann 1955 die AAU-Meisterschaft. Er nahm an den Olympischen Spielen 1956 und 1960 teil. Bei den Panamerikanischen Spielen belegte er 1959 über die 400-Meter-Freistilstrecke den zweiten Platz. Sein größter Erfolg war der Gewinn der Goldmedaille mit der 4-mal-200-Meter-Freistilstaffel der USA bei den Olympischen Sommerspielen 1960. Im selben Jahr stellte er zwei Weltrekorde auf der 400-Meter-Lagen-Strecke auf. Auch bei seinem Staffel-Olympiasieg in Rom konnte er mit seinem Team die bis dahin gültige Weltrekordmarke verbessern. An der Stanford University wurde er als Schwimmer in die dortige Hall of Fame aufgenommen.
Harrison starb 2011 nach Komplikationen bei einer Operation.